# Upsilon Andromedae d
Upsilon Andromedae d je egzoplanet na procijenjenoj udaljenosti od 44 svjetlosne godine u orbiti oko zvijezde Upsilon Andromedae iz konstelacije Andromeda. Na osnovi procjene mase, koja iznosi oko 4 mase Jupitera, svrstava se u plinovite divove. Planet ima ekscentričnu putanju na vanjskom rubu habitabilne zone matične zvijezde.